# تبرير النظام
نظرية تبرير النظام (SJT) هي نظرية في علم النفس الاجتماعي تفيد بأن المعتقدات التي تبرّر النظام تخدم وظيفة مُسكّنة نفسياً. تقترح النظرية أن يكون للناس العديد من الاحتياجات الأساسية، والتي تختلف من فرد لآخر، والتي يمكن تلبيتها من خلال الدفاع عن الوضع الراهن ومبرراته، وحتى عندما يكون النظام مُجحفًا بحق بعض الأشخاص. لدى الناس احتياجات معرفية ووجودية وعلاقاتية تُلبى وتظهر كدعم أيديولوجي للهيكل السائد للمعايير الاجتماعية والاقتصادية والسياسية. الحاجة إلى النظام والاستقرار، وبالتالي مقاومة التغيير أو البدائل، على سبيل المثال، يمكن أن يكون حافزًا للأفراد لرؤية الوضع الراهن جيّدًا وشرعيًا وحتى مرغوبًا فيه.
وفقًا لنظرية تبرير النظام، لا يرغب الأشخاص فقط في تبني مواقف إيجابية عن أنفسهم (التبرير الأنا) وعن المجموعات التي ينتمون إليها (التبرير الجماعي)، بل بتبني مواقف إيجابية بشأن الهيكل الاجتماعي الشامل الذي يرتبط بهما أيضًا ويجدون أنفسهم مُلزمين بـ (تبرير النظام). هذا الدافع الذي يبرّر النظام يُنتج أحيانًا الظاهرة المعروفة باسم التحيّز لخارج المجموعة، وقبول الدونية بين المجموعات ذات المكانة المنخفضة والصورة الإيجابية لمجموعات المكانة الأعلى نسبيًا. وبالتالي، فإن فكرة أن الأفراد مؤيدون وضحايا للمعايير التي يغرسها النظام في آن واحد هي فكرة جوهرية في نظرية تبرير النظام. بالإضافة إلى ذلك، تؤدي سهولة الدعم السلبي للهيكل الحالي، بالمقارنة مع الثمن المُحتمل (المادي والاجتماعي والنفسي) للعمل ضد الوضع الراهن، إلى بيئة مشتركة تميل فيها الترتيبات الاجتماعية والاقتصادية والسياسية الحالية لأن تكون المفضلة. تميل بدائل الوضع الراهن إلى أن يُستخفّ بها، ويميل عدم المساواة إلى الاستمرار.

## أصلها
عادة ما كانت تُركّز النظريات النفسية الاجتماعية السابقة التي هدفت إلى شرح السلوك بين المجموعات المشتركة على ميل الأفراد لتبني مواقف إيجابية عن أنفسهم (تبرير الأنا) ومجموعاتهم ذات الصلة (تبرير المجموعة). بمعنى آخر، يُحفّز الناس على الانخراط في سلوكيات تسمح لهم بالحفاظ على احترام الذات العالي وعلى صورة إيجابية لمجموعتهم. عالجت نظرية تبرير النظام الظاهرة السائدة الإضافية المعروفة باسم التحيّز لخارج المجموعة، والتي يدافع فيها الناس عن النظم الاجتماعية (الوضع الراهن) حتى عندما لا يستفيدون، وعلى المدى البعيد قد تتسبّب في مزيد من الضرر، للفرد أو المجموعة التي ينتمون إليها. يمكن أن يتجلّى التحيّز لخارج المجموعة في صورة عدم التمييز من جانب الأعضاء المنتمين إلى المستوى الاجتماعي الأدنى مع تجميعهم التصنيفي (الاجتماعي والعرقي والاقتصادي والسياسي) وبدلاً من ذلك المزيد من الدعم للهيكل الحالي. تفتقر نظريات علم النفس الاجتماعي السابقة إلى تفسير حالات شعبية من التحيّز لخارج المجموعة والاهتمام بها. وبالتالي، طُوِرت SJT لمزيد من التوضيح والفهم لسبب ميل بعض الناس إلى إضفاء الشرعية على النظم الاجتماعية السائدة، على الرغم من كونها ضد مصالح الفرد، بطريقة لم تفعلها النظريات النفسية الاجتماعية السابقة.

## التأثيرات النظرية
في حين أن نظرية الهوية الاجتماعية، ونظرية التنافر المعرفي، وفرضية العالم العادل، ونظرية الهيمنة الاجتماعية، ونظريات الأيديولوجيات الماركسية النسوية قد أثّروا تأثيرًا كبيرًا على نظرية تبرير النظام، فقد توسّعت نظرية تبرير النظام (SJT) أيضًا على حساب تلك المنظورات، لتغرس دوافع وسلوكيات تبرير النظام.

### نظرية التنافر المعرفي
تعد واحدة من النظريات النفسية الاجتماعية الأكثر شهرة ورواجًا. وتوضّح نظرية التنافر المعرفي أن الناس لديهم حاجة للحفاظ على الاتساق المعرفي من أجل الحفاظ على صورة إيجابية عن الذات. تبني نظرية تبرير النظام إطار التنافر المعرفي، إذ تفترض أن الناس سوف يبررون نظامًا اجتماعيًا من أجل الاحتفاظ بالصورة الإيجابية لهذا النظام الاجتماعي، نظرًا لحقيقة أنهم يلعبون دورًا بطبيعتها (سواء كانت سلبية أو نشطة) في إدامة ذلك.

### نظرية الهوية الاجتماعية
يفسّر جوست وزملاؤه نظرية الهوية الاجتماعية على أنها تشير إلى أنه عندما يُعرض على الناس صراع بين المجموعات يهدّد هوياتهم الاجتماعية، يبرّر الأشخاص سلوكيات كنشر الصور النمطية والتمييز ضد المجموعات الخارجية من أجل الحفاظ على الصورة الإيجابية لمجموعتهم. رفض مُنظّرو الهوية الاجتماعية هذا التفسير، لكن مع ذلك فإن منظّري تبرير النظام يستطردون بأن نظرية الهوية الاجتماعية لم تعالج معالجة كافية حالات التحيّز للمجموعة الخارجية في المجموعات المحرومة. سيحمل الأشخاص ذوو التحيّز لخارج المجموعة صورًا أكثر إيجابية عن المجموعات الأخرى التي غالباً ما تكون أعلى، من المجموعات التي ينتمون إليها (المجموعات الداخلية). بالتالي، الحجّة هي أن نظرية تبرير النظام ترتكز على أسس نظرية الهوية الاجتماعية في محاولتها لتفسير التحيّز لخارج المجموعة المُلاحظ في العديد من أعضاء المجموعة المحرومة لا تفسرها نظرية الهوية الاجتماعية.

### نظرية الهيمنة الاجتماعية
خضعت هذه النظرية للمقارنة على نطاق واسع بنظرية تبرير النظام نظرًا لكون كليهما نظريات تبرّر النظام. تركّز نظرية الهيمنة الاجتماعية على دافع الناس للحفاظ على صورة جماعية إيجابية من خلال دعم اللا مساواة الهرمية عمومًا على مستوى المجموعة. يحتفظ الأفراد الذين لديهم نزعة كبيرة للهيمنة الاجتماعية (SDO) بأساطير تميل إلى تعزيز التسلسل الهرمي، والتي تبرّر مكانة المجموعة وعلاقتها به. وبالتالي، هناك مواضيع مشتركة للمعارضة الجماعية القائمة على المساواة والتبرير للحفاظ على عدم المساواة بين المجموعات من خلال المعايير النظامية في كل من نظرية الهيمنة الاجتماعية ونظرية تبرير النظام.

### الاعتقاد في العالم العادل
تشرح هذه النظرية على نحو واسع أن الناس يميلون إلى الاعتقاد بأن العالم عادل بشكل عام، وأن نتائج سلوك الناس بالتالي مُستحقّة. إن الإيديولوجيات المرتبطة بالإيمان بعالم عادل متصلة بوجود الشعور بالسيطرة الشخصية والرغبة في فهم العالم على أنه غير عشوائي. وتشمل هذه الإيديولوجيات أخلاقيات العمل البروتستانتية والإيمان بالاستحقاق. في الأساس، يغذّي الاعتقاد في عالم عادل الحاجة المعرفية إلى إمكانية التنبؤ والنظام والاستقرار في بيئة الفرد. تستخلص نظرية تبرير النظام، مع مراعاة منظور أن الناس يميلون إلى الاعتقاد بأن العالم عادل، الاحتياجات المعرفية الكامنة لأيديولوجية العالم العادل وتستخدمها كدعم للأسباب التي تدفع الناس إلى التمسّك بالنظام. بمعنى آخر، إن تفضيل الاستقرار والقدرة على التنبؤ وتصوّر السيطرة الشخصية، على الصدفة العشوائية، يحفّز المرء على رؤية الوضع الراهن على أنه عادل وشرعي. ومع ذلك، قد تكون هذه مشكلة بحد ذاتها نظرًا لحقيقة أن الأشخاص المحرومين يمكنهم بسهولة استيعاب وضعهم المتدني وإلقاء اللوم على أنفسهم بسبب ‹‹أوجه النقص›› أو عدم وجود ‹‹نجاحات››.

### الوعي الزائف
من أجل تفسير ظاهرة التحيّز لخارج المجموعة التي تعد مكوّنًا رئيسيًا في تبرير النظام، استمد المنظّرون الكثير من النظريات الماركسية النسوية حول الأيديولوجيات السائدة كأدوات للحفاظ على النظام. على وجه الخصوص، يمكن لمفهوم الوعي الزائف، الذي تعتقد فيه المجموعة المهيمنة في المجتمع بأن هيمنتها مُقدّرة، أن يساعد في معرفة السبب الذي يجعل بعض أعضاء المجموعات الأقل حظًا يشاركون في بعض الأحيان في التحيّز لخارج المجموعة. علاوة على ذلك، يؤكّد تبرير النظام على أن الأشخاص الذين يفتقرون إلى وسائل الإنتاج المادي (الأدنى منزلة) يخضعون لأفكار (القيم الثقافية والتشريعات والتعاليم الاجتماعية) للمجموعة المهيمنة والمسيطرة.